# 까디시야 전투

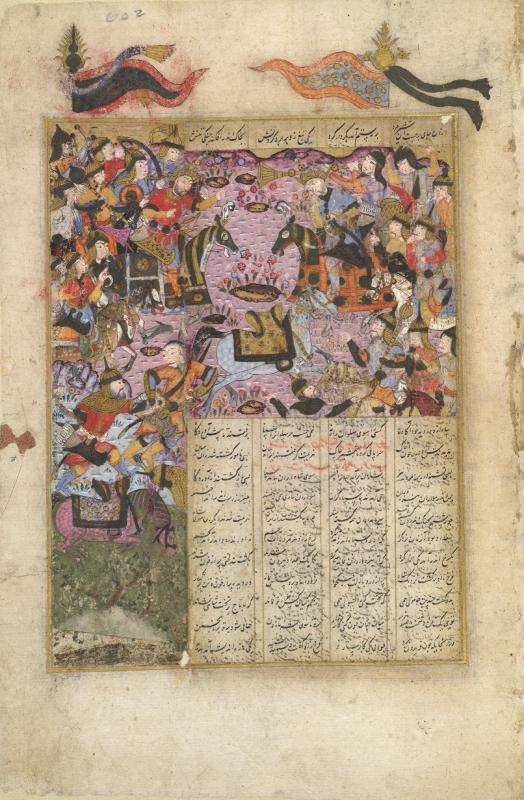

까다시야 전투(مَعْرَكَة ٱلْقَادِسِيَّة)는 636년에 라시둔 칼리파국의 군대와 페르시아 사산 제국의 군대 사이에서 벌어진 전투이다. 무슬림 정복의 제1기에 발발하였다.
이 전투는 까다시야의 작은 프런티어 마을에서 불확실한 날짜에 발발했다. 규모가 더 큰 사산 제국의 군대는 군사정치인물 로스탐 파로흐저드(Rostam Farrokhzad)가 주도하였고 전투 중 불확실한 장소에서 사망했다. 페르시아 사산 제국의 군대의 붕괴로 인해 아랍 무슬림이 승리하게 되었다.

## 참고 자료
- Daryaee, Touraj (2014). 《Sasanian Persia: The Rise and Fall of an Empire》. I.B.Tauris. 1–240쪽. ISBN 978-0857716668.